# Tormenta tropical Erika
La tormenta tropical Erika de agosto del 2015, fue el desastre natural más mortífero en Dominica desde el Huracán David en 1979. El quinto ciclón tropical y la quinta tormenta con nombre de la temporada, Erika se desarrolló por un movimiento tropical de onda tropical occidental, aunque al este de las Antillas Menores. A pesar de las condiciones favorables, el fenómeno  no pudo intensificar de manera significativa y continuó moviéndose gradualmente hacia el oeste. La zona donde se desarrolló Erika, se volvió inestable durante los siguientes días, antes de encontrarse con una fuerte cizalladura de viento. Contrario a las predicciones de una recurvatura del noroeste, el ciclón persistió en un curso hacia el oeste y pasando a través de las Islas de Barlovento justo al norte de Guadalupe el 27 de agosto. Las condiciones desfavorables del Mar Caribe previnieron que la Intensidad de Erika alcanzara vientos mayores con velocidades mayores a 50mph (85km/h). Más tarde, el 28 de agosto, la tormenta se recaló en la República Dominicana, cerca de la frontera de las provincias de Barahona y Pedernales. A pesar de que el ciclón, re-emergió dentro del Caribe temprano en la mañana siguiente, Erika no se regeneró después de pasar por la Provincia de Guantánamo en Cuba, que se tornó en una depresión de presión baja. 
Las islas de Barlovento experimentaron fuertes lluvias mientras que Erika estuvo presente, especialmente en Dominica. La precipitación en el Aeropuerto de Canefield registró 15 plg (380mm) causando catastróficos derrumbamientos e inundaciones. Cientos de hogares se volvieron inhabitables, y villas enteras fueron sumergidas. Con por lo menos 31 muertos, Erika se considera como el desastre natural más mortífero de Dominica desde el huracán David en 1979. En total, la isla quedó con daños de cientos de millones de dólares y sufrió un retroceso de aproximadamente 20 años, en términos de desarrollo. En Guadalupe, las fuertes lluvias en los alrededores de Basse-Terre causaron inundaciones y desbordamientos, causando que las carreteras fueran cerradas temporalmente. Aproximadamente 200,000 personas en Puerto Rico se quedaron sin electricidad. La isla experimentó por lo menos 20 millones de dólares en daños agrícolas. En la República Dominicana, la estación climática de Barahona midió 24.26plg (616mm) de precipitación, incluyendo 8.8plg (220mm) en una sola hora. Cerca 823 viviendas sufrieron daños y 7,345 personas resultaron damnificadas. Cinco personas murieron en Haití, cuatro relacionadas con los fuertes cambios climáticos, y una por un desbordamiento. El daño total de la Tormenta Erika se estima que alcanza los 500 millones de dólares (2015 USD), con $482.8 millones, únicamente en Dominica.

## Historia meteorológica

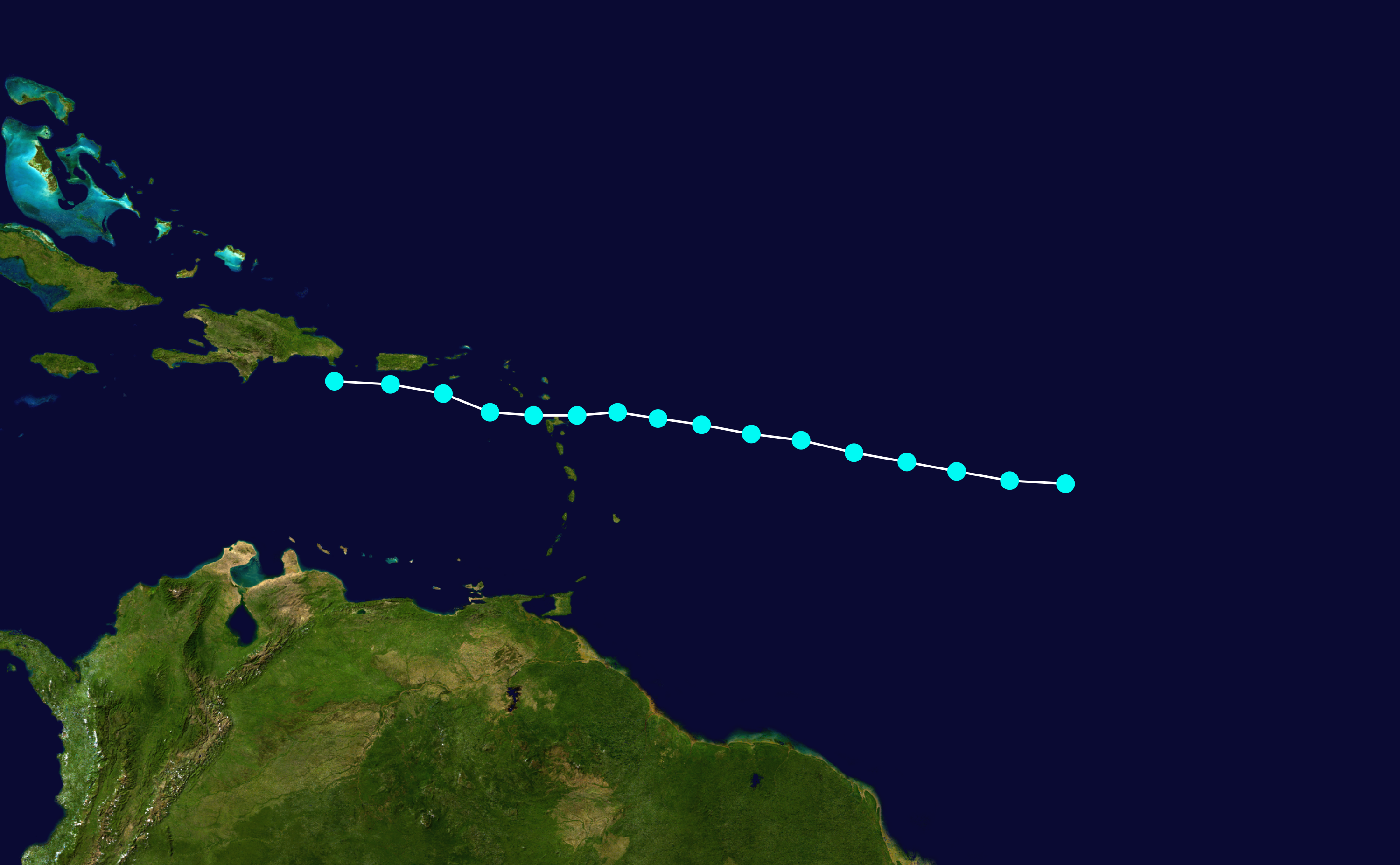
Ruta de Erika

El 20 de agosto de 2015, El Centro Nacional de Huracanes (NHC) por sus siglas en inglés, comenzó a monitorear una ola tropical por encima de África occidental, cerca de la costa del Atlántico. El fenómeno desorganizado surgió por el Océano Atlántico a varias miles de millas al sur de las islas de Cabo Verde más tarde ese mismo día. Moviéndose rápidamente hacia el oeste, el fenómeno  se movió desde Cabo Verde hacia el sur, el 22 de agosto. La mejora estructural tardó en tomar lugar, con un área concentrada de presión baja, se dio un desarrollo posterior dentro de la ola el 23 de agosto mientras se situaba aproximadamente 500mi (805km) al suroeste de Cabo Verde. La organización del fenómeno mejoró a partir del día en que las condiciones climáticas favorecieron la ciclogénesis tropical. El 24 de agosto el sistema adquirió vientos huracanados, pero continuó sin tener una circulación cerrada lo que impidió que se clasificara como un ciclón tropical. En la mañana del 25 de agosto reveló una circulación bien definida, el fenómeno fue denominado como la Tormenta Tropical Erika a las 3:00 a. m., mientras se situaba a 955mi (1535km) al este de las Islas de Barlovento. Los vientos mayores ascendieron a 45mph (75km/h). Localizado al sur de una potente cresta, el fenómeno continuó enérgicamente hacia el oeste. 
En el momento de la clasificación de Erika, los modelos de predicción erraron significativamente sobre el potencial futuro de Erika. La orientación estadística y el Modelo de Previsión y Búsqueda de Huracanes (HWRF) localizaron un huracán, mientras que el Centro Europeo de Previsiones Meteorológicas a Plazo Medio (ECMWF) y el Sistema Global de Predicción (GFS) mostraron un fenómeno más débil debido al incremento de la cizalladura del viento. Los modelos de identificación de tormentas, indicaron un rastro hacia el norte, mientras que aquellos que lo mostraban como un fenómeno débil indicaban que presentaba un curso hacia el oeste. En consecuencia, el NHC notó una baja confianza en el pronóstico de Erika, durante los 5 días de su curso. Durante el día 25 de agosto y  la madrugada del 26 de agosto, la organización convectiva del fenómeno fluctuó, dejando periódicamente el centro de circulación expuesto. Alrededor de las 9:00 a. m. del 27 de agosto. El Ojo del Huracán pasó por Guadalupe y Antigua. A pesar de las continuas cizalladuras, Erika se intensificó ligeramente. Aviones de reconocimiento climático 53d presentaron presiones fijas de 1001 y 1003 mbar (hPa; 29.56 y 29.62 inHg), mientras que los vientos superficiales fueron estimados a 50mph (85km/h). Esto se representó como el pico de intensidad del ciclón. 
La convección se mantuvo pobremente organizada y muy confinada hacia porciones orientales del ciclón al momento de que entró al este del Mar Caribe. Se notaron múltiples circulaciones centrales de la noche a la mañana de los días 27 y 28 de agosto, girando alrededor de un centro general. Dicho centro se dirigió sobre St. Croix y produjo ráfagas de viento. Las condiciones ambientales posteriores a la tormenta se tornaron cada vez más hostiles, y los pronosticadores del NHC continuaron obteniendo inusualmente alta desconfianza en sus pronósticos. La tormenta perdió fuerza paulatinamente mientras se dirigía hacia la República Dominicana. Con una circulación leve, durante la tarde del 28 de agosto. Los vientos más fuertes continuaron hacia el este del centro de Erika dentro de la convección profunda. Alrededor de las 9:00 p. m., la tormenta se situó a lo largo de la costa sureste de la República Dominicana. El ciclón surgió por el Paso de los Vientos durante la mañana del 29 de agosto. Alrededor de las 9am y las 12pm, el ojo de Erika pobremente definido, golpeó el este de Cuba. A la 1:35pm los aviones de reconocimiento climático investigaron el fenómeno dos veces y no encontraron circulación cerrada. Por ello el NHC determinó que Erika se abrió paso en las costas de Cuba. En consecuencia el NHC emitió su aviso final. Los efectos finales del fenómeno causaron lluvias torrenciales en Florida y sus alrededores.

## Alertas y advertencia

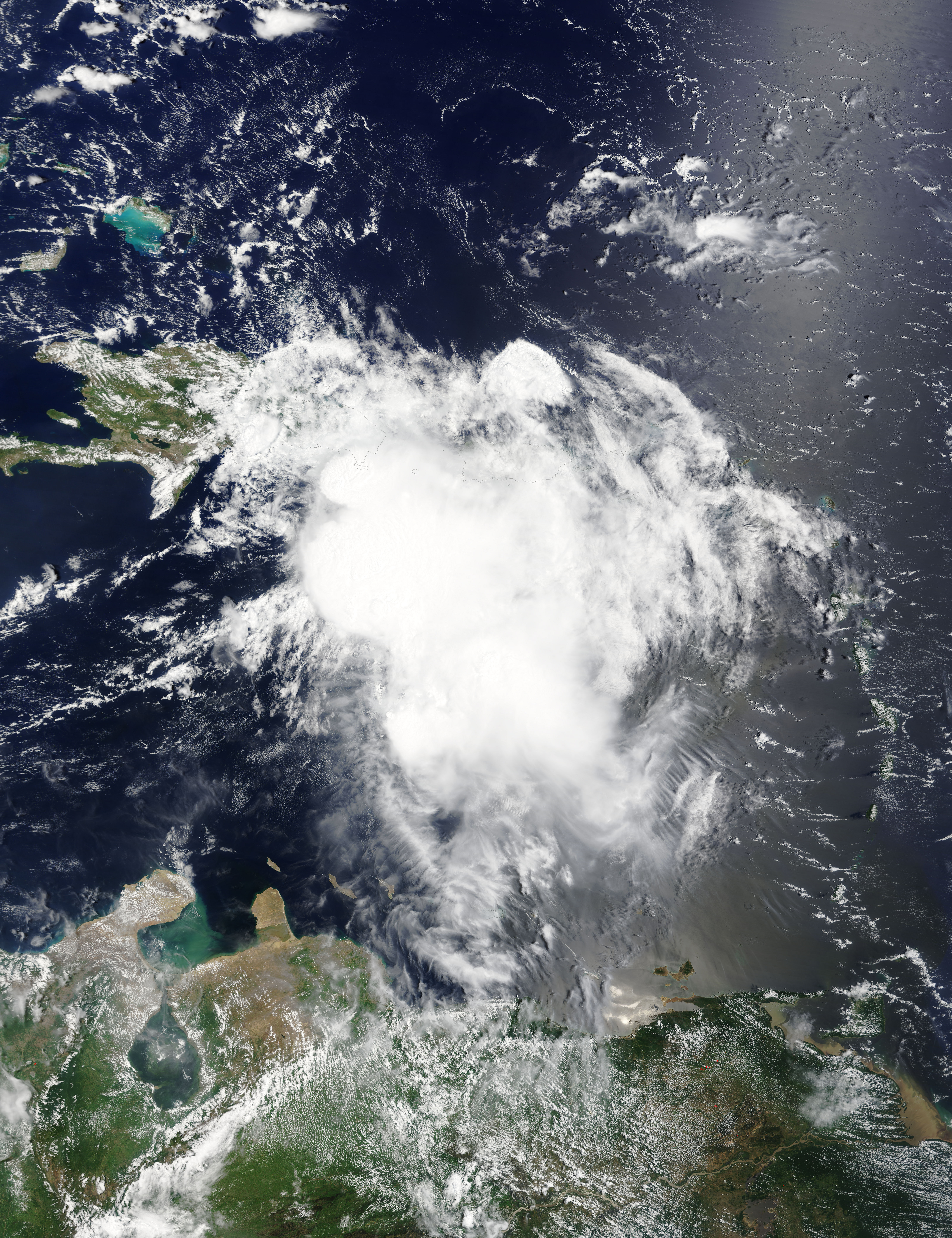
Tormenta tropical Erika que se acerca Hispaniola en agosto 28

Muchas alertas y observaciones fueron emitidas por el NHC y varios institutos meteorológicos como amenazas de la Tormenta Tropical Erika. El 25 de agosto a las 9am, se observó que la tormenta se situaba en Anguila, Antigua y Barbuda, Monserrat, Saba, San Cristóbal y Nieves y San Eustaquio. Catorce horas después la tormenta se expandió hacia Guadalupe, San Bartolomé y San Martín. Advertencias adicionales de tormenta tropical se observaron en Puerto Rico y las Islas Vírgenes Británicas y las Americanas en la mañana del 26 de agosto. Simultáneamente, las advertencias de tormenta en Anguila. Saba, San Eustaquio y San Martín fueron catalogadas como advertencias de huracán. Alrededor de las 9am del 26 de agosto, la tormenta en Antigua y Barbuda, las Islas Vírgenes, Monserrat, Puerto Rico y San Cristóbal y Nieves fueron incrementando hasta llegar a alerta de huracán. Aproximadamente 6 horas después, la tormenta en San Bartolomé y San Martín se catalogaron como alerta de huracán.
Una advertencia de tormenta tropical fue emitida en la costa norte de la República Dominicana desde Cabo Engaño hasta Cabo Francés Viejo a las 9pm del 26 de agosto. Alrededor de esa hora, otra advertencia de tormenta fue emitida al sureste de las Bahamas y las Islas Turcos y Caicos. A las 3pm del 27 de agosto, la advertencia de la República Dominicana se extendió al oeste rumbo a la frontera con Haití. Tres horas después, la advertencia de Antigua y Barbuda fue cesada. Simultáneamente, la advertencia de tormenta de la República Dominica se extendió al sur hacia la Isla Saona. Para las 9pm del 27 de agosto la advertencia de tormenta se convirtió en alerta de huracán. Cinco minutos después, la advertencia de tormenta observada en Guadalupe fue cancelada. Las advertencias de tormenta de Anguila, Monserrat, Saba, San Cristóbal y Nieves, San Eustaquio y San Martín, fueron removidas a las 12am del 28 de agosto. Dos advertencias de tormentas fueron emitidas simultáneamente, una en la República Dominicana, desde la Isla Saona hacia el oeste rumbo a Punta Palenque y otra en las Bahamas, y la alerta de tormenta tropical en el sureste de las Bahamas y las Islas Turcos y Caicos se convirtió en alerta de huracán. 
A las 3:55am del 28 de agosto, la alerta de tormenta tomó efecto en Haití. Cinco horas después, la alerta de tormenta de la República Dominicana, de la Isla Saona hasta Punta Palenque fue catalogada como alerta de huracán. La alerta de tormenta en las Bahamas fue catalogada como alerta de huracán, mientras que se emitía otra alerta de tormenta en las islas del noroeste. Las alertas de huracán de San Bartolomé y San Martin fueron descontinuadas a las 12am del 28 de agosto. Tres horas después. Las alertas de huracán para Las Islas Vírgenes Británicas y Americanas fueran canceladas, mientras que una nueva alerta se emitió para las provincias cubanas de Camagüey, Ciego de Ávila, Guantánamo, Holguín y las Tunas.

## Preparaciones

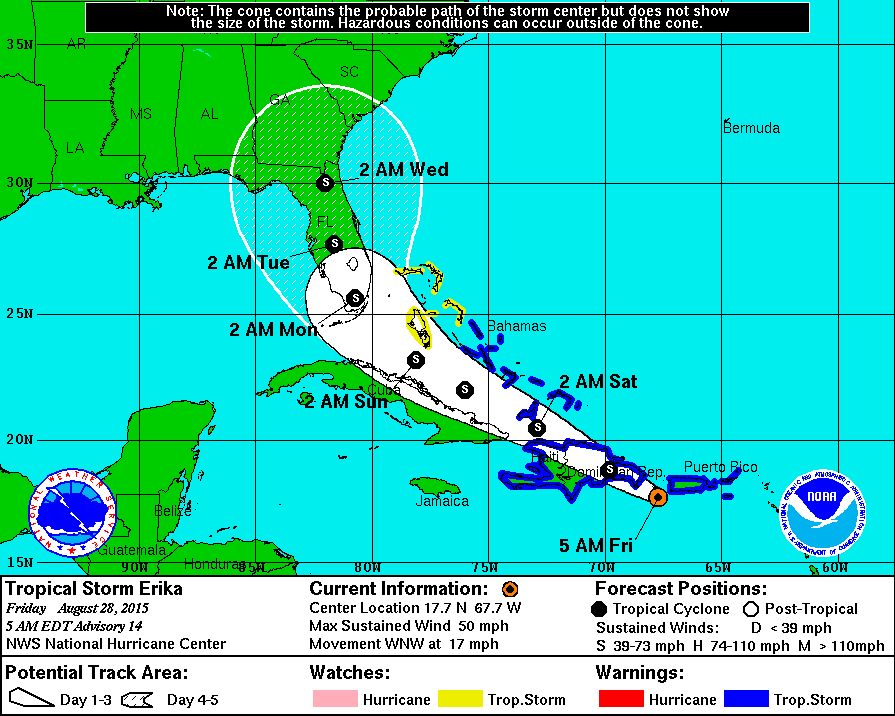
El sistema de rastreo de la Tormenta Tropical Erika por el NHC a las 5am (9:00 UTC) el 28 de agosto, mostrando a la tormenta atravesando la República Dominicana, pasando cerca de las Bahamas y moviéndose a través de toda la península de Florida

### Caribe
La Cruz Roja abrió cuatro refugios al público a través de las Islas Vírgenes Americanas. El Departamento de Salud local abrió refugios de necesidades especiales en San Croix y Santo Tomás. A todo el personal de gobierno se le dio el día libre el 27 de agosto. Debido a las fuertes marejadas, los puertos locales cerraron temporalmente. Aunque los aeropuertos permanecieron abiertos, varias aerolíneas cancelaron vuelos. Se impuso toque de queda en todo el territorio hasta la tarde del 28 de agosto. 
En la República Dominicana cerraron escuelas, puertos y playas. El Ejército de la República Dominicana desplegó 275 soldados, que junto con la Fuerza Área Nacional, asistieron con la evacuación de residentes. La Marina fue puesta en espera para búsquedas potenciales y operaciones de rescate. 

### Florida
El 28 de agosto, el gobernador de Florida, Rick Scott declaró un estado de emergencia. A pesar de que la tormenta se fue disipando el día siguiente, Scott mantuvo su declaración de estado de emergencia “Está tormenta se ha vuelto totalmente impredecible… aún tenemos fuertes lluvias e inundaciones. Treinta miembros de la Guardia Nacional de Florida fueron posicionados, mientras que otros 8,000 fueron puestos en espera. 17 vuelos colectivos fueron cancelados en el Aeropuerto Internacional de Miami y el Aeropuerto Internacional de Fort Lauderdale-Hollywood el 28 de agosto. Las escuelas en el condado de Henry cerraron preventivamente el 31 de agosto, por advertencias oficiales por inundaciones. Se distribuyeron sacos de arena a los residentes de Doral, Hallandale Beach, Hollywood y Sweetwater.
Erika se colocó como la primera amenaza de huracán significativa en el estado desde el Huracán Wilma en 2005. Desde esa fecha, la población del estado aumentó por 2 millones, con muchas personas que supuestamente nunca habían experimentado la presencia de un huracán. Algunos residentes recientes se mostraron incrédulos antes la tormenta, interpretándola solo como una excusa más para faltar al trabajo o escuela y hacer fiestas.

## Impacto
| Región/ Región       | Muertes | Daño            | Fuente |
| -------------------- | ------- | --------------- | ------ |
| Dominica             | 31      | $482.8 millones |        |
| República Dominicana | 0       | $8.9 millones   |        |
| Haití                | 5       |                 |        |
| Puerto Rico          | 0       | $20 millones    |        |
| Total                | 36      | $511.7 millones |        |

### Antillas Menores
En Guadalupe, cerca de donde el ojo del huracán pasó, los efectos no fueron tan severos. Las lluvias alcanzaron 100mm (3.9plg.) en Basse Terre, mientras que los vientos alcanzaron picos de 100km/h (62mph) en La Désirade. Se reportaron algunas inundaciones y desbordamientos, algunos caminos en Basse Terre cerraron temporalmente. Électricité de France reportó que 1600 clientes perdieron electricidad durante la tormenta. Las fuertes marejadas arrastraron barcos a tierra en Martinica. Los desbordamientos y árboles caídos bloquearon varios caminos alrededor de la isla. 

#### Dominica
Las lluvias torrenciales cayeron a través de Dominica, amounting a al menos 15 en (380 mm) en Canefield Aeropuerto. Que aeropuerto y Douglas Charles Aeropuerto era ambos inundado, con abreva aumentar por encima de un avión pequeño en el último. Al menos 20 casas estuvieron destruidas y 80 por ciento de la isla quedó sin poder. El río principal que corre a través de Roseau, la capital de la nación, estallado sus bancos durante el por la noche de agosto 26 agosto 27, inundando áreas circundantes. Una persona fue asesinada durante un mudslide y uno construyendo colapsado en la ciudad. Dominica Primer ministro Roosevelt Skerrit declaró que 31 fatalities ha sido confirmado, con al menos 14 cuerpos recuperaron en la comunidad de montaña de Petite Savanne. Tan de septiembre 4, un total de 35 personas queda perder a través de la isla, incluyendo dos ciudadanos franceses.
Reportes de El Dominicano reportaron al menos 27 muertes en Petite Savane, las cuales fueron víctimas de desbordamientos. La agencia reportó también ocho muertes en otras partes de la isla: tres en Good Hope, dos en el Estado de Bath, una en Castle Bruce, una en Delicias y una en Margot. Si esto se confirma Erika quedaría como el desastre natural más mortífero en la historia moderna de la isla de Dominica, comparado con el huracán David en 1979. De acuerdo con el Primer Ministro Skerrit, los daños en Dominica se calcularon en decenas de millones de dólares y tuvo un retraso de 20 años en términos de desarrollo. Las encuestas preliminares sobre los daños causados por Erika en Dominica, indican recursos por $374 millones en daños a la infraestructura y la economía de la isla; incluyendo $226 millones en daños a carreteras, y $87 millones en el sector de las viviendas. Esta cifra alcanza más de la mitad del PIB del país de $500 millones. Un total de 890 hogares fueron destruidos o quedaron inhabitables, mientras que 14,291 personas quedaron damnificadas. Todo el daño de la tormenta se calculó en $482.8 millones.
Agencia de Gestión de Emergencias de Desastres del Caribe, prometió ayuda a Dominica, ofreciendo dos helicópteros con suministros y medicamentos desde Trinidad. China y El Banco de Desarrollo del Caribe ofrecieron a la nación $300,000 y $200,000 en ayuda, respectivamente

### Antillas Mayores
Lluvias torrenciales cayeron alrededor de zonas secas de Puerto Rico. Los fuertes vientos dejaron aproximadamente a 200,000 personas sin electricidad y causaron al menos $20 millones en daños a la agricultura. 
Una estación climática en Barahona, República Dominicana, midió 24.6 plg. (616mm) de precipitación durante la estancia de Erika, incluyendo 8.8plg (220mm) en una sola hora. Sin embargo las áreas circundantes reportaron menos lluvias. A lo largo del país, 823 hogares sufrieron daños y 7,345 personas fueron desplazadas. Erika bloqueó más de 400 caminos y dejó muchos cortes de energía. Las ráfagas de viento de 50 mph (85 km/h) in Azua causaron al menos 400 millones DOP ($8.8 millones USD) en daños a la cosecha de plátanos. Las fuertes lluvias también impactaron Haití, que aún se estaba recuperando de un terremoto catastrófico en 2010, un estimado de 60,000 personas permanecieron sin salir de sus hogares. Cuatro personas murieron y otras once fueron hostilizadas en Léogane, cuando un camión chocó contra un autobús e hizo explosión causado por los caminos resbalosos. Una quinta muerte ocurrió durante un desbordamiento en Puerto Príncipe. Dos personas resultaron lesionadas después de que una casa colapsó.
La última etapa de la Tormenta Erika llevó fuertes lluvias a Cuba que causaron los daños más fuertes desde 1901.

## Jubilación
- Debido a las muertes y daños causados en República Dominicana y Haití el nombre Erika fue retirado por la Organización Meteorológica Mundial en primavera del 2016, fue sustituido por Elsa para la temporada 2021, convirtiéndose en el segundo nombre de una tormenta tropical del Atlántico en ser retirada después de Allison, en si Erika fue un reemplazo de Elena en la temporada de 1985.